# Twice (Twice)
#Twice è il primo album di raccolta del girl group sudcoreano Twice, pubblicato il 28 giugno 2017.

## Tracce
1. Like Ooh-Ahh (Japanese ver.) – 3:35
2. Cheer Up (Japanese ver.) – 3:28
3. TT (Japanese ver.) – 3:34
4. Knock Knock (Japanese ver.) – 3:15
5. Signal (Japanese ver.) – 3:16
6. Like Ooh-Ahh – 3:25
7. Cheer Up – 3:28
8. TT – 3:34
9. Knock Knock – 3:15
10. Signal – 3:16

## Classifiche

### Classifiche settimanali
| Classifica (2017) | Posizione massima |
| ----------------- | ----------------- |
| Giappone          | 2                 |
| Nuova Zelanda     | 8                 |

### Classifiche di fine anno
| Classifica (2017) | Posizione |
| ----------------- | --------- |
| Giappone          | 15        |
| Classifica (2018) | Posizione |
| Giappone          | 90        |